# Ambient Media
Ambient Media (bzw. Ambient Marketing oder Ambient Advertising) ist ein Begriff aus dem Marketing und bezeichnet Werbemittel, die als Außenwerbung im direkten Lebensumfeld ihrer Zielgruppe eingesetzt werden.

## Ursprung
Der Begriff Ambient Media lässt sich auf die Agentur Concord in Großbritannien zurückführen. Er wurde von der Agentur im Jahre 1995 kreiert, um einen stark wachsenden Marktsektor zu definieren, der sich nicht in die klassischen Formen der Außenwerbung einordnen ließ. Am Anfang der historischen Entwicklung stand zunächst die Suche nach ungewöhnlichen Events als Quelle kostenloser Berichterstattung.

## Definition

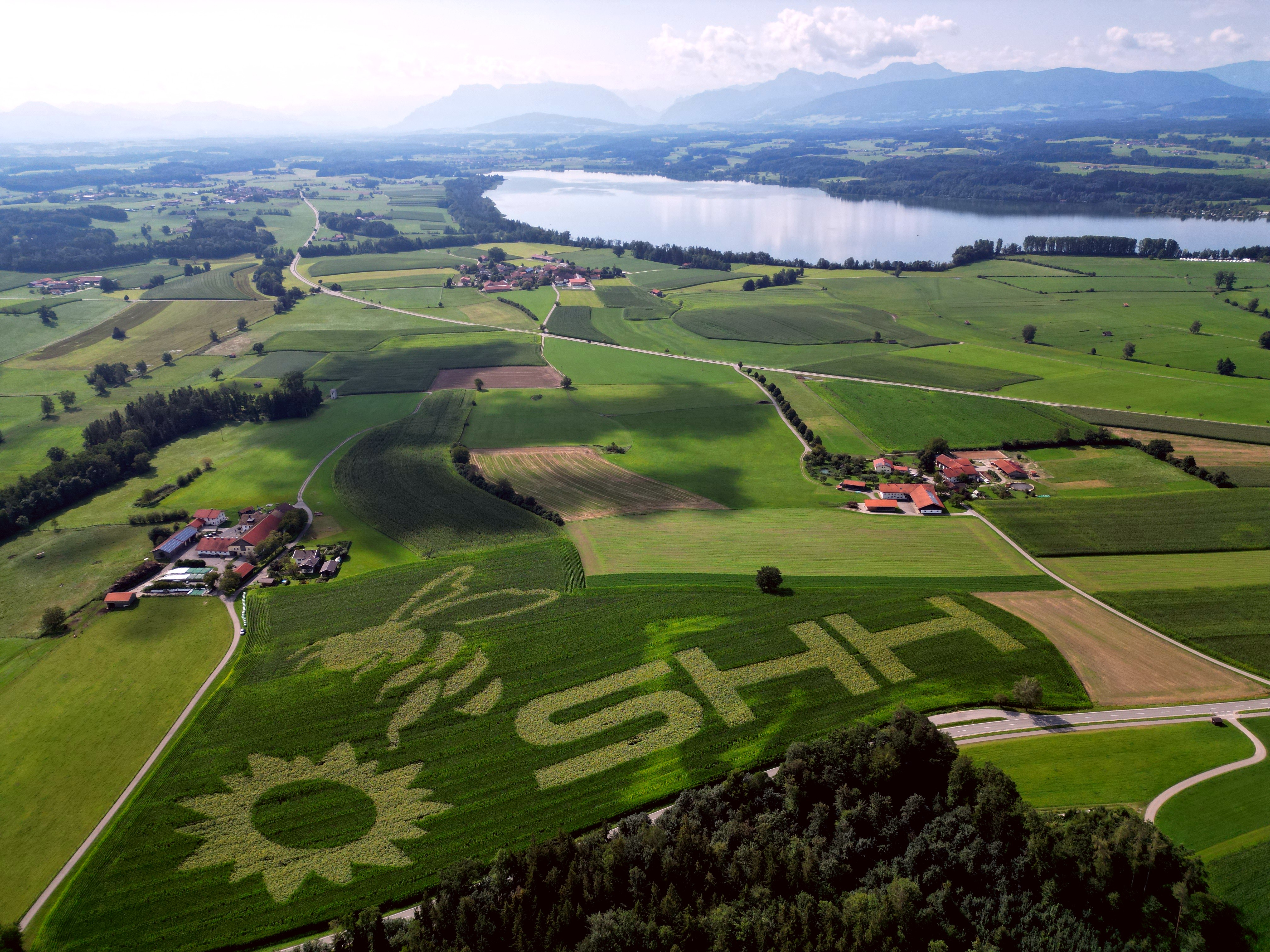
Angesätes Bodenbild am Waginger See mit Sonnenblumen und Wildblumen, Foto: GEOXIP

Hutter/Hoffmann (2011) definieren Ambient-Marketing als „Platzierung von Werbung an Orten, wo nicht damit zu rechnen ist, unter Einbeziehung der Umgebung in die Werbemaßnahme.“
Die am häufigsten verwendete Definition stammt von der w&p Marketing GmbH aus dem Jahre 1999 und lautet:
Ambient Media sind Medienformate, die im Out-of-Home-Bereich der Zielgruppe planbar konsumiert werden.
Diese Definition enthält drei zentrale Begriffe:
AmbientDer Begriff „Ambiente“ bezeichnet hier die spezifischen Lebensbereiche, in denen die Zielgruppe lebt bzw. die Atmosphäre, die diese Bereiche umgibt. Nachdem die Zielgruppe zunehmend schwerer über die Standardkanäle Print, TV, Radio und Plakat zu erreichen war, findet Ambient Media den Weg in ihren direkten Lebensraum. Das umfasst die U-Bahn genauso wie den Supermarkt, die Kneipe oder die Reinigung.
Out-of-HomeMit der Zuordnung zum Out-of-Home-Bereich grenzt sich Ambient Media von Kommunikationsformen wie Telefonverkauf, Haustürgeschäften und New Media ab. Das Vordringen in die Intimsphäre der Zielgruppe entwickelt andere Formen als die Platzierung nahezu klassischer Medien im öffentlichen Raum (Kneipe, U-Bahn, Taxiwerbung etc.). Zunehmend populär werden Werbemittel, die „von außen“ in die Privathaushalte gelangen. Dabei findet der erste Kontakt zwischen Medium und Zielgruppe Out-of-Home statt, die eigentliche Wirkung tritt aber zu Hause ein. Ein Beispiel hierfür sind die in Textilreinigungen eingesetzten Kleiderbügel, welche auf unterschiedlichste Art mit Werbung und Warenproben ausgestattet werden können, oder Werbung auf Pizzakartons.
PlanbarAnsätze zur Bewertung und Planbarkeit müssen bei Ambient Media anders aussehen als im klassischen Bereich. Kategorien wie der Tausend-Kontakt-Preis (TKP) sind auf Massenmedien zugeschnitten und für diese Medien nicht anwendbar. Eine wichtige Kenngröße stellt die Homogenität der Zielgruppe dar, also der deutlich reduzierte Streuverlust gegenüber anderen Medien. Grundsätzlich ist auch Ambient Media planbar und wiederholbar, wodurch es sich vom Sensation Marketing abgrenzt.
FeldwerbungEine besondere Form der Ambient Media ist die Feldwerbung, bei der großflächige Motive direkt in landwirtschaftliche Flächen eingesät werden. Ein Beispiel hierfür ist das Unternehmen GEOXIP, das mit sogenannten FieldAds Werbebotschaften auf Äckern gestaltet. Diese Form der Werbung setzt auf ökologische Aspekte, da häufig Blühmischungen verwendet werden, die zur Förderung der Biodiversität beitragen. 

## Praxis
Beispiele für Ambient-Media-Formate sind Gratispostkarten, die in der Gastronomie ausgelegt werden, Werbung auf Pizzakartons, Zapfpistolen an Tankstellen, Toilettenplakate, die in den Sanitärräumen von Kneipen und Diskotheken ausgehängt werden, oder Plakate, die z. B. in Schulen oder Universitäten installiert sind. Neuere Formen sind z. B. Werbetische in der Gastronomie (Mediatable), Großbildschirme in U-Bahnen (Infoscreens) oder auch in Universitäten (UniScreens); Werbepostkarten, die selektiert an parkenden Autos distribuiert werden, Collegeblöcke oder mobile Außenwerbeträger (Mobil Sky Board). Gerade auch z. B. Spind- oder Duschplakate in Fitness-Studios werden immer stärker in die Mediaplanung mit einbezogen, da man diese Zielgruppe sehr viel stärker eingrenzen kann.
Eine Sonderform sind digitale Out-of-Home (DOOH) Formate. Durch Video- und Bewegbild erhalten sie besonders viel Aufmerksamkeit. Das sogenannte Contextual Advertisement gibt dem digitalen Medium durch die Identifikation von physischen Räumen einen Kontext.
Ein häufig eingesetztes Stilmittel ist der Gigantismus (und auch der Minimalismus), bei dem außergewöhnlich große (oder sehr kleine) Elemente den Passanten überraschen sollen.
Wichtiges Kriterium für Ambient Media sind also nicht spezifische Formate, sondern vielmehr die Positionierung des Werbemediums an den für die Zielgruppe geeigneten Orten. Der Tausend-Kontakt-Preis (TKP) liegt bei Ambient Media Formaten häufig über dem von klassischen Werbemitteln, andererseits liegen die Streuverluste deutlich unter den Vergleichswerten der klassischen Werbekampagnen. Das Hauptaugenmerk liegt auf der Qualität, nicht auf der Quantität der Kontakte.
Die Werbeform unterliegt zumeist den rechtlichen Bestimmungen der jeweiligen Bundesländer. Grundsätzlich ist es jedem Unternehmer gestattet, seine Produkte zu bewerben. Allerdings schränkt in der Regel das Bau- und Wegerecht die Kreativität ein. Anlagen der Außenwerbung sind „alle ortsfesten Einrichtungen, die der Ankündigung oder Anpreisung oder als Hinweis auf Gewerbe oder Beruf dienen und vom öffentlichen Verkehrsraum aus sichtbar sind. Hierzu zählen insbesondere Bilder, Beschriftungen, Bemalungen, Lichtwerbungen, Schaukästen sowie für Zettel- und Bogenanschläge oder Lichtwerbung bestimmte Säulen, Tafeln und Flächen“. Eine Genehmigung für die Anbringung oder das Aufstellen erhält man von der zuständigen Bauaufsicht.

## Fachverband Ambient Media
Der Fachverband Ambient Media e. V. (FAM), gegründet 2001, ist ein gemeinnütziger Verein mit derzeit 36 Mitgliedern und Hauptsitz in Köln.
Das Ziel des Fachverbandes ist es, Ambient Media als innovatives, wettbewerbsfähiges und intermedial vergleichbares Basismedium zu positionieren. Dazu gehört vor allem die Stärkung der Marktposition von Ambient Media im intermedialen Wettbewerb, u. a. durch wissenschaftliche Markt- und Meinungsforschung auf dem Gebiet des Werbewesens sowie die Durchführung von eigenen und zur Unterstützung von anderen geeigneten PR- und Marketingaktionen.
Der Fachverband Ambient Media hat 2003 erstmals sein neu geschaffenes Qualitätssiegel vergeben. Mit dem Siegel wird verbrieft, dass das FAM-Mitglied seine Aufträge ordnungsgemäß abwickelt. Zu den geprüften Leistungsdaten gehören beispielsweise Auflagenzahlen, Standortlisten, Distributionsnachweise und Remissionsberichte. Begutachtet werden die Ambient-Medien einmal jährlich nach den jeweils relevanten Kriterien.